# Leslie Howard (músico)
Leslie Howard (Melbourne, 29 de abril de 1948) es un pianista y compositor australiano.

## Biografía
Howard nació en Melbourne, Australia, y es el mayor de cuatro hermanos. Howard tiene doble nacionalidad australiana y británica. Su hermano William es violonchelista. 
Leslie Howard es célebre por haber grabado la obra pianística completa de Franz Liszt.